# Knut Hoffmeister
Knut Hoffmeister (* 28. Februar 1956 in Peine) ist ein deutscher Experimentalfilmer und Webentwickler.

## Leben
Hoffmeister machte 1976 das Abitur an der Walther Rathenau-Schule in Berlin-Grunewald. Nachdem seine Bewerbung an der dffb abgelehnt worden war, arbeitete er von 1977 bis 1980 als Taxifahrer. Von 1977 bis 1979 war er Assistent von Martin Kippenberger, in "Kippenberger's Büro" am Oranienplatz in Kreuzberg, wo er ihm bei SEHR GUT | VERY GOOD und dem "New York Narrative Filmfestival im SO36 in Kreuzberg half. Auf einer längeren USA-Reise entstanden 1978 erste Fotos, die er danach auf einer ersten Diashow mit Kippenberger, Rainer Fetting und Helmut Middendorf im SO36 vorstellte. 1979 entstand Hoffmeisters erster Super-8-Film  Berlin/Alamo, den Hoffmeister aus seinem Taxi heraus drehte. Auch Kippenberger ist als Barkeeper zu sehen.
Bald gehörte Hoffmeister mit Künstlern wie Christoph Doering, Yana Yo, Jürgen Baldiga und padeluun zur entstehenden Berliner Undergroundszene. Mit Doering betrieb Hoffmeister die Galerie av-geschoss in der Crellestraße. Geile Tiere im Dschungel drehte er 1980  in der Diskothek Dschungel in Charlottenburg. Sein gleichfalls 1980 entstandener Kurzfilm Deutschland! lief 1982 als erster Super8-Film auf dem Kurzfilmfestival in Oberhausen.
Ebenfalls 1982 gründete Hoffmeister mit  Tom Averbeck, Ralf Buron, Christoph Doering, Günter Friedenberg (Gasi Twist), Sascha von Oertzen,  Yana Yo,  und anderen die Band Notorische Reflexe. Die bis 1986 bestehende Gruppe experimentierte mit musikalischen und multimedialen Performances. Im November 1982 traten die Notorischen Reflexe auf dem von Dimitri Hegemann organisierten ersten Berlin Atonal Festival auf, auf dem auch andere Bands der West-Berliner Szene (wie die Einstürzenden Neubauten, Die Tödliche Doris, Die Haut und Malaria!) zu sehen waren. Auch auf dem 1983 erschienenen Live-Mitschnitt des Festivals Berlin Atonal war die Band vertreten. Im selben Jahr erschien ihre Single, und der von Hoffmeister auf Super8 produzierte Videoclip Breschnew Rap, 1986 das einzige Album Notorische Reflexe. Mit dem (auf dem Album enthaltenen) Titel Metalltanz II hatte die Band 1985 einen Auftritt im Ärzte-Spielfilm Richy Guitar. Zwischen 1982 und '85 tourte die Band in Europa und Nord-Amerika. Ein Experimentalvideo der Band (Fragment/Video/82/83) lief u. a. 1984 im Forum der Berlinale.
1984 drehte Hoffmeister  in Venedig den Kurzfilm Venise mit Luciano Castelli als Produzent und Darsteller. In den Jahren 1984/85 entstand mit Der Goldene Oktober Hoffmeisters erster Spielfilm in der ZDF-Reihe Das kleine Fernsehspiel. Als Darsteller wirkten unter anderem Trini Trimpop (von den Toten Hosen), Blixa Bargeld (von den Einstürzenden Neubauten), F. J. Krüger (von Ideal), Zazie de Paris und der wahre Heino mit. 1986 entstanden weitere Kurzfilme in legendären West-Berliner Bars und Diskotheken wie dem Café Mitropa und dem Dschungel.
1990/91 entstanden die Madhouse-Fernsehdokumentationen (mit Jingo de Lunch, EastBam, Rausch und Zazie de Paris) für 3sat und ZDF. Außerdem drehte er zu dieser Zeit Dokumentarfilme in Thailand, Vietnam und Brasilien. Der Kurzfilm Berlin – Some Days In July über die Verhüllung des Reichstags durch Christo und Jeanne-Claude lief im Panorama-Programm der Berlinale 1996.
Seit 1994 war Hoffmeister mit der französischen Künstlerin Sabel Guissé liiert. Sie starb 2010 in Thailand.
Seit 1998 betätigt sich Hoffmeister vor allem als Webentwickler. Er betrieb  bis 2016 den Global Hangover Guide und weiterhin  SEHRGUT. Seit 2007 publiziert Hoffmeister seine Filme im Youtube-Channel hoffmeister.tv.
von 2009 bis 2014 arbeitete Hoffmeister auch als online-Moderator für die Bangkok Post in Thailand.

## Filmografie (Auswahl)
- 1979: Berlin-Alamo (8:50 min)
- 1980: Geile Tiere im Dschungel (4 min)
- 1980: Deutschland! (21:08 min)
- 1983: Fragment Video (21 min)
- 1983: Breshnev Rap (4 min)
- 1984: Decoder (contributor) (87 min)
- 1985: Der Goldene Oktober (70 min)
- 1988: Berlin Diary '88 (5 min)
- 1991: Madhouse I (27 min)
- 1991: Madhouse II (27 min)
- 1992: Berlin Diary EXP (45 min)
- 1992: G-BORS (9 min)
- 1995: Some Days in July (4 min)
- 2013: Westbam feat. Richard Butler – You Need The Drugs (contributor) (4:39 min)
- 2015: B-Movie (contributor) (92 min)
- 2016: New Order – Singularity (contributor) (4:12 min)
- 2016: Ich Boykotiere Dich – Grossstadtgeflüster (contributor) (3:24 min)
- 2020: Hoffmeister's Diary '88
- 2020: 70 Jahre Jugendkultur - TV-feature (contributor)
- 2021 Simina Grigoriu - Techno Monkey (Paul Kalkbrenner Remix) (contributor)
- 2024 Im Westen wat Neuet (contributor)